# 21st Century Breakdown World Tour
El 21st Century Breakdown World Tour fue una gira de conciertos realizados por el trío norteamericano Green Day, llevada a cabo durante los años 2009 y 2010 en apoyo de su octavo álbum de estudio, 21st Century Breakdown.
Green Day anunció las fechas de Norteamérica el 10 de abril de 2009 y los lugares para los conciertos de Norteamérica y Europa se anunciaron el 27 de abril de 2009. La banda viajó a Australia y Nueva Zelanda en diciembre de 2009. A comienzos de 2010 estuvieron en algunos países asiáticos y terminaron la gira por Sudamérica / y Centroamérica (Costa Rica). 
Durante esta gira se grabaron dos álbumes en vivo de Green Day, el primero fue Last Night On Earth (Live in Tokyo) en el 2009, y el segundo fue Awesome As Fuck en el 2011.

## Fechas de la gira

### Preparación y promoción
| Norteamérica              |                            |                                                        |                 |
| 7 de abril de 2009        | San Francisco (California) | Estados Unidos                                         | The Independent |
| 9 de abril de 2009        | San Francisco (California) | Estados Unidos                                         | DNA Lounge      |
| 14 de abril de 2009       | Oakland                    | Estados Unidos                                         | The Fox Theatre |
| 15 de abril de 2009       | Oakland                    | Estados Unidos                                         | The Uptown      |
| 6 de mayo de 2009         | Colonia                    | TV Total                                               |                 |
| 7 de mayo de 2009         | Berlín                     | Kesselhaus                                             |                 |
| 9 de mayo de 2009         | Colonia                    | E-Werk                                                 |                 |
| 11 de mayo de 2009        | París                      | Canal+                                                 |                 |
| 12 de mayo de 2009        | París                      | Le Trabendo                                            |                 |
| 13 de mayo de 2009        | Londres                    | Abbey Road                                             |                 |
| 16 de mayo de 2009        | Nueva York, NY             | Saturday Night Live                                    |                 |
| 18 de mayo de 2009        | Nueva York, NY             | Bowery Ballroom                                        |                 |
| 19 de mayo de 2009        | Nueva York, NY             | Webster Hall                                           |                 |
| 20 de mayo de 2009        | Nueva York, NY             | P.C. Richard & Son Theater                             |                 |
| 22 de mayo de 2009        | Nueva York, NY             | Good Morning America - Rumsey Playfield                |                 |
| 28 de mayo de 2009        | Tokio                      | Blitz                                                  |                 |
| 4 de junio de 2009        | Hollywood, CA              | Music Box at the Fonda                                 |                 |
| Telonero: The Bravery     |                            |                                                        |                 |
| 3 de julio de 2009        | Seattle, WA                | KeyArena                                               |                 |
| 4 de julio de 2009        | Vancouver, BC              | GM Place                                               |                 |
| 6 de julio de 2009        | Edmonton, AB               | Rexall Place                                           |                 |
| 7 de julio de 2009        | Saskatoon, SASK            | Credit Union Centre                                    |                 |
| 9 de julio de 2009        | Winnipeg, MB               | MTS Centre                                             |                 |
| 10 de julio de 2009       | Fargo, ND                  | Fargodome                                              |                 |
| 11 de julio de 2009       | Minneapolis, MN            | Target Center                                          |                 |
| 13 de julio de 2009       | Chicago, IL                | United Center                                          |                 |
| 14 de julio de 2009       | Detroit, MI                | Palace of Auburn Hills                                 |                 |
| 16 de julio de 2009       | Hamilton, ONT              | Copps Coliseum                                         |                 |
| 17 de julio de 2009       | Ottawa, ONT                | Scotiabank Place                                       |                 |
| 18 de julio de 2009       | Montreal, QUE              | Bell Centre                                            |                 |
| 20 de julio de 2009       | Boston, MA                 | TD Banknorth Garden                                    |                 |
| 21 de julio de 2009       | Filadelfia, PA             | Wachovia Spectrum                                      |                 |
| 22 de julio de 2009       | Pittsburgh, PA             | Mellon Arena                                           |                 |
| 24 de julio de 2009       | Hartford, CT               | XL Center                                              |                 |
| 25 de julio de 2009       | Albany, NY                 | Times Union Center                                     |                 |
| Telonero: Kaiser Chiefs   |                            |                                                        |                 |
| 27 de julio de 2009       | Nueva York, NY             | Madison Square Garden                                  |                 |
| 27 de julio de 2009       | Nueva York, NY             | Madison Square Garden                                  |                 |
| 29 de julio de 2009       | Washington D. C.           | Verizon Center                                         |                 |
| 31 de julio de 2009       | Nashville, TN              | Sommet Center                                          |                 |
| 1 de agosto de 2009       | Atlanta, GA                | Gwinnett Arena                                         |                 |
| 3 de agosto de 2009       | Tampa, FL                  | St. Pete Times Forum                                   |                 |
| 4 de agosto de 2009       | Miami, FL                  | American Airlines Arena                                |                 |
| 5 de agosto de 2009       | Orlando, FL                | Amway Arena                                            |                 |
| 7 de agosto de 2009       | New Orleans, LA            | New Orleans Arena                                      |                 |
| Telonero: Franz Ferdinand |                            |                                                        |                 |
| 8 de agosto de 2009       | Houston, TX                | Toyota Center                                          |                 |
| 9 de agosto de 2009       | San Antonio, TX            | AT&T Center                                            |                 |
| 11 de agosto de 2009      | St. Louis, MO              | Scottrade Center                                       |                 |
| 12 de agosto de 2009      | Kansas City, MO            | Sprint Center                                          |                 |
| 13 de agosto de 2009      | Omaha, NE                  | Qwest Center                                           |                 |
| 15 de agosto de 2009      | Denver, CO                 | Pepsi Center                                           |                 |
| 16 de agosto de 2009      | Salt Lake City, UT         | EnergySolutions Arena                                  |                 |
| 18 de agosto de 2009      | San José, CA               | HP Pavilion                                            |                 |
| 20 de agosto de 2009      | San Diego, CA              | Cox Arena                                              |                 |
| 21 de agosto de 2009      | Las Vegas, NV              | Mandalay Bay Events Center                             |                 |
| 22 de agosto de 2009      | Phoenix, AZ                | US Airways Center                                      |                 |
| 24 de agosto de 2009      | Sacramento, CA             | Arco Arena                                             |                 |
| 25 de agosto de 2009      | Los Ángeles, CA            | The Forum                                              |                 |
| Europa                    |                            |                                                        |                 |
| 28 de septiembre de 2009  | Lisboa                     | Pavilhão Atlântico                                     |                 |
| 29 de septiembre de 2009  | Madrid                     | Palacio de Deportes de la Comunidad de Madrid          |                 |
| 1 de octubre de 2009      | Barcelona                  | Palau Sant Jordi                                       |                 |
| 2 de octubre de 2009      | Toulouse                   | Zénith de Toulouse                                     |                 |
| 4 de octubre de 2009      | París                      | Palais Omnisports de Paris-Bercy                       |                 |
| 5 de octubre de 2009      | Colonia                    | Lanxess Arena                                          |                 |
| 7 de octubre de 2009      | Berlín                     | O2 World Arena                                         |                 |
| 8 de octubre de 2009      | Hamburgo                   | Color Line Arena                                       |                 |
| 9 de octubre de 2009      | Copenhague                 | Forum Copenhagen                                       |                 |
| 11 de octubre de 2009     | Estocolmo                  | Ericsson Globe                                         |                 |
| 12 de octubre de 2009     | Oslo                       | Oslo Spektrum                                          |                 |
| 16 de octubre de 2009     | Róterdam                   | Ahoy Rotterdam                                         |                 |
| 17 de octubre de 2009     | Amberes                    | Sportpaleis Antwerp                                    |                 |
| 19 de octubre de 2009     | Glasgow                    | SECC                                                   |                 |
| 20 de octubre de 2009     | Belfast                    | Odyssey Arena                                          |                 |
| 21 de octubre de 2009     | Dublín                     | Dublin O2 Arena                                        |                 |
| 23 de octubre de 2009     | Londres                    | O2 Arena                                               |                 |
| 24 de octubre de 2009     | Londres                    | O2 Arena                                               |                 |
| 26 de octubre de 2009     | Sheffield                  | Hallam FM Arena                                        |                 |
| 27 de octubre de 2009     | Birmingham                 | LG Arena                                               |                 |
| 28 de octubre de 2009     | Birmingham                 | LG Arena                                               |                 |
| 30 de octubre de 2009     | Mánchester                 | MEN Arena                                              |                 |
| 31 de octubre de 2009     | Mánchester                 | MEN Arena                                              |                 |
| 1 de noviembre de 2009    | Londres                    | Wembley Arena                                          |                 |
| 3 de noviembre de 2009    | Múnich                     | Olympiahalle                                           |                 |
| 6 de noviembre de 2009    | Viena                      | Stadthalle                                             |                 |
| 8 de noviembre de 2009    | Zúrich                     | Hallenstadion                                          |                 |
| 10 de noviembre de 2009   | Milán                      | Datchforum                                             |                 |
| 11 de noviembre de 2009   | Bolonia                    | Futurshow Station                                      |                 |
| 12 de noviembre de 2009   | Turín                      | Torino Palasport Olimpico                              |                 |
| Oceania                   |                            |                                                        |                 |
| 4 de diciembre de 2009    | Perth                      | Burswood Dome                                          |                 |
| 6 de diciembre de 2009    | Adelaida                   | Adelaide Entertainment Centre                          |                 |
| 8 de diciembre de 2009    | Brisbane                   | Brisbane Entertainment Centre                          |                 |
| 9 de diciembre de 2009    | Brisbane                   | Brisbane Entertainment Centre                          |                 |
| 11 de diciembre de 2009   | Sídney                     | Acer Arena                                             |                 |
| 12 de diciembre de 2009   | Sídney                     | Acer Arena                                             |                 |
| 14 de diciembre de 2009   | Melbourne                  | Rod Laver Arena                                        |                 |
| 16 de diciembre de 2009   | Melbourne                  | Rod Laver Arena                                        |                 |
| 18 de diciembre de 2009   | Auckland                   | Vector Arena                                           |                 |
| 19 de diciembre de 2009   | Auckland                   | Vector Arena                                           |                 |
| Asia                      |                            |                                                        |                 |
| 12 de enero de 2010       | Bangkok                    | Impact Arena                                           |                 |
| 14 de enero de 2010       | Singapur                   | Indoor Stadium                                         |                 |
| 16 de enero de 2010       | Hong Kong                  | AsiaWorld-Arena                                        |                 |
| 18 de enero de 2010       | Seúl                       | Olympic Gymnastics Arena                               |                 |
| 21 de enero de 2010       | Osaka                      | Osaka-jō Hall                                          |                 |
| 23 de enero de 2010       | Tokio                      | Saitama Super Arena                                    |                 |
| 24 de enero de 2010       | Tokio                      | Saitama Super Arena                                    |                 |
| 25 de enero de 2010       | Nagoya                     | Nippon Gaishi Hall                                     |                 |
| Europa                    |                            |                                                        |                 |
| 29 de mayo de 2010        | Landgraaf                  | Pinkpop Festival                                       |                 |
| 30 de mayo de 2010        | Hanóver                    | TUI Arena                                              |                 |
| 2 de junio de 2010        | Skive                      | Skive Festival                                         |                 |
| 4 de junio de 2010        | Oslo                       | Ullevaal Stadion                                       |                 |
| 5 de junio de 2010        | Gotemburgo                 | Ullevi Stadion                                         |                 |
| 8 de junio de 2010        | Helsinki                   | Kyläsaari                                              |                 |
| 11 de junio de 2010       | Múnich                     | Olympia-Reitstadion                                    |                 |
| 13 de junio de 2010       | Nickelsdorf                | Nova Rock Festival                                     |                 |
| 16 de junio de 2010       | Mánchester                 | Lancashire County Cricket Ground                       |                 |
| 19 de junio de 2010       | Londres                    | Wembley Stadium                                        |                 |
| 21 de junio de 2010       | Glasgow                    | SECC                                                   |                 |
| 23 de junio de 2010       | Dublín                     | Marlay Park                                            |                 |
| 26 de junio de 2010       | París                      | Parc des Princes                                       |                 |
| 29 de junio de 2010       | Praga                      | Vystaviste Holesovice                                  |                 |
| 1 de julio de 2010        | Maguncia                   | Messepark                                              |                 |
| 2 de julio de 2010        | Werchter                   | Rock Werchter Festival                                 |                 |
| 4 de julio de 2010        | Venecia                    | Heineken Jammin' Festival (cancelado)                  |                 |
| Norteamérica              |                            |                                                        |                 |
| 3 de agosto de 2010       | Camden, NJ                 | Susquehanna Bank Center                                |                 |
| 5 de agosto de 2010       | Darien, NY                 | Darien Lake Performing Arts Center                     |                 |
| 7 de agosto de 2010       | Chicago, IL                | Lollapalooza Festival                                  |                 |
| 9 de agosto de 2010       | Alpharetta, GA             | Verizon Wireless Amphitheatre                          |                 |
| 11 de agosto de 2010      | Bristow, VA                | Jiffy Lube Live                                        |                 |
| 12 de agosto de 2010      | Hartford, CT               | Comcast Theatre                                        |                 |
| 14 de agosto de 2010      | Holmdel, NJ                | PNC Bank Arts Center                                   |                 |
| 16 de agosto de 2010      | Mansfield, MA              | Comcast Center                                         |                 |
| 18 de agosto de 2010      | Toronto, ON                | Molson Amphitheatre                                    |                 |
| 20 de agosto de 2010      | Quebec City, QC            | L'Agora du Vieux-Port                                  |                 |
| 21 de agosto de 2010      | Montreal, QC               | Quai Jacques-Cartier                                   |                 |
| 23 de agosto de 2010      | Clarkston, MI              | DTE Energy Music Theatre                               |                 |
| 26 de agosto de 2010      | Dallas, TX                 | SuperPages.com Center                                  |                 |
| 28 de agosto de 2010      | Greenwood Village, CO      | Comfort Dental Amphitheatre                            |                 |
| 30 de agosto de 2010      | Phoenix, AZ                | Cricket Wireless Pavilion                              |                 |
| 31 de agosto de 2010      | Irvine, CA                 | Verizon Wireless Amphitheatre                          |                 |
| 2 de septiembre de 2010   | Chula Vista, CA            | Cricket Wireless Amphitheatre                          |                 |
| 4 de septiembre de 2010   | Mountain View, CA          | Shoreline Amphitheatre                                 |                 |
| Latinoamérica             |                            |                                                        |                 |
| 8 de octubre de 2010      | Caracas                    | Estadio de fútbol de la Universidad Simón Bolívar      |                 |
| 10 de octubre de 2010     | Cajicá                     | Festival Nem-Catacoa                                   |                 |
| 13 de octubre de 2010     | Porto Alegre               | Ginásio Gigantinho                                     |                 |
| 15 de octubre de 2010     | Río de Janeiro             | Arena Multiuso de Río (HSBC Arena)                     |                 |
| 17 de octubre de 2010     | Brasilia                   | Ginásio Nilson Nelson                                  |                 |
| 20 de octubre de 2010     | São Paulo                  | Arena Skol Anhembi                                     |                 |
| 22 de octubre de 2010     | Buenos Aires               | Predio Costanera Sur                                   |                 |
| 24 de octubre de 2010     | Santiago de Chile          | Estadio Bicentenario Municipal de La Florida           |                 |
| 26 de octubre de 2010     | Lima                       | Estadio de la Universidad Nacional Mayor de San Marcos |                 |
| 29 de octubre de 2010     | San José                   | Estadio Ricardo Saprissa                               |                 |

## Lista general

### Preparación y promoción
1. Song of the Century
2. 21st Century Breakdown
3. Know Your Enemy
4. East Jesus Nowhere
5. Before the Lobotomy
6. Last of the American Girls
7. Murder City
8. ¿Viva la Gloria? (Little Girl)
9. The Static Age
10. 21 Guns
11. American Eulogy
12. See the Light
  - Encore
13. American Idiot
14. Jesus of Suburbia
15. St. Jimmy
16. Longview
17. She
18. Going to Pasalacqua
19. 2000 Light Years Away
20. Welcome to Paradise
21. Basket Case
22. King For a Day / Shout
23. Minority
24. Homecoming

### Primera manga - Norteamérica
1. Song Of The Century
2. 21st Century Breakdown
3. Know Your Enemy
4. East Jesus Nowhere
5. Holiday
6. The Static Age
7. Before The Lobotomy
8. Are We The Waiting
9. St. Jimmy
10. Boulevard Of Broken Dreams
11. 2000 Light Years Away
12. Hitchin' a Ride
13. Welcome to Paradise
14. When I Come Around
15. Brain Stew
16. Panic Song (Solo el intro)
17. Jaded
18. Longview
19. Basket Case
20. She
21. King For a Day
22. Shout
23. 21 Guns
24. American Eulogy

Encore
1. American Idiot
2. Jesus Of Suburbia
3. Minority

Acoustic Encore 
1. Good Riddance (Time Of Your Life)

### Segunda manga - Europa
1. Song Of The Century
2. 21st Century Breakdown
3. Know Your Enemy
4. East Jesus Nowhere
5. Holiday
6. The Static Age
7. Give Me Novacaine (solo en los estadios y 02 Arena)
8. Before the Lobotomy (solo Madrid)
9. Are We The Waiting
10. St. Jimmy
11. Boulevard Of Broken Dreams
12. Murder City (menos en Madrid)
13. 2000 Light Years Away
14. Hitchin' a Ride (solo una parte, menos Inglaterra)
15. Welcome to Paradise (menos Inglaterra)
16. When I Come Around
17. Brain Stew
18. Panic Song (Solo el intro)
19. Jaded
20. Knowledge
21. Basket Case
22. She
23. King For a Day
24. Shout
25. 21 Guns
26. American Eulogy

```
Encore
```

1. American Idiot
2. Jesus of Suburbia
3. Minority

```
Acustic Encore 
```

1. Last Night On Earth (solo en los estadios)
2. Wake me up When September Ends (solo Londres, además acústico)
3. Good Riddance (Time Of Your Life)

### Tercera manga - Oceanía
1. Song Of The Century
2. 21st Century Breakdown
3. Know Your Enemy
4. East Jesus Nowhere
5. Holiday
6. The Static Age
7. Give Me Novacaine
8. Are We The Waiting
9. St. Jimmy
10. Boulevard Of Broken Dreams
11. Murder City
12. Dominated Love Slave
13. Hitchin' a Ride
14. Welcome to Paradise
15. When I Come Around
16. Brain Stew
17. Panic Song (Solo el intro)
18. Jaded
19. Longview
20. Basket Case
21. She
22. King For a Day
23. Shout
24. 21 Guns
25. Minority
  - Encore
26. American Idiot
27. Jesus Of Suburbia
  - Acoustic Encore
28. Last Night On Earth
29. Wake Me Up When September Ends
30. Good Riddance (Time Of Your Life)

### Cuarta manga - Asia
1. Song Of The Century
2. 21st Century Breakdown
3. Know Your Enemy
4. East Jesus Nowhere
5. Holiday
6. The Static Age
7. ¡Viva La Gloria!
8. Are We The Waiting
9. St. Jimmy
10. Boulevard Of Broken Dreams
11. Burnout
12. Hitchin' a Ride
13. Welcome to Paradise
14. When I Come Around
15. Brain Stew
16. Panic Song (Solo el intro)
17. Jaded
18. Longview
19. Basket Case
20. She
21. King For a Day
22. Shout
23. 21 Guns
24. Minority
  - Encore
25. American Idiot
26. Jesus Of Suburbia
  - Acoustic Encore
27. Last Night On Earth
28. Wake Me Up When September Ends
29. Good Riddance (Time Of Your Life)

### Quinta manga - Europa
1. Song Of The Century
2. 21st Century Breakdown
3. Know Your Enemy
4. East Jesus Nowhere
5. Holiday
6. The Static Age
7. Give Me Novacaine
8. Are We The Waiting
9. St. Jimmy
10. Boulevard Of Broken Dreams
11. Burnout
12. Nice Guys Finish Last
13. Hitchin' a Ride
14. Welcome to Paradise
15. When I Come Around
16. Brain Stew
17. Panic Song (Solo el intro)
18. Jaded
19. Longview
20. Basket Case
21. She
22. King For a Day
23. Shout
24. 21 Guns
25. American Eulogy
26. Minority
  - Encore
27. American Idiot
28. Jesus Of Suburbia
  - Acoustic Encore
29. When It's Time
30. Wake Me Up When September Ends
31. Good Riddance (Time Of Your Life)

### Sexta Manga - Norte América
1. Song Of The Century
2. 21st Century Breakdown
3. Know Your Enemy
4. East Jesus Nowhere
5. Holiday
6. Letterbomb
7. Give Me Novacaine
8. Are We The Waiting
9. St. Jimmy
10. Boulevard Of Broken Dreams
11. 2000 Light Years Away
12. Paper Lanterns
13. Hitchin' a Ride
14. Welcome to Paradise
15. When I Come Around
16. Brain Stew
17. Panic Song (Solo el intro)
18. Jaded
19. Longview
20. Basket Case
21. She
22. King For a Day
23. Shout
24. Extraordinary Girl / Last Night On Earth
25. 21 Guns
26. Minority
  - Encore
27. American Idiot
28. Jesus Of Suburbia
  - Acoustic Encore
29. When It's Time
30. Wake Me Up When September Ends
31. Good Riddance (Time Of Your Life)

### Séptima Manga - Súdamérica
1. Song Of The Century
2. 21st Century Breakdown
3. Know Your Enemy
4. East Jesus Nowhere
5. Holiday / Murder City (Solo Caracas)
6. Nice Guys Finish Last
7. Give Me Novacaine
8. Letterbomb
9. Are We The Waiting
10. St. Jimmy
11. Boulevard Of Broken Dreams
12. Burnout
13. Christie Road (Solo Caracas)
14. Geek Stink Breath / J.A.R. (Jason Andrew Relva) (Solo Buenos Aires)
15. Paper Lanterns (Solo Río de Janeiro, Chile y San José)/Maria(Solo Buenos Aires)
16. Going to Pasalacqua/Waiting (Solo San José)
17. 2000 Light Years Away
18. Welcome To Paradise (Solo Lima)
19. Hitchin' a Ride
20. When I Come Around
21. Brain Stew
22. Panic Song (Solo el intro)
23. Jaded
24. Longview
25. Basket Case
26. She
27. King For a Day
28. Shout
29. 21 Guns
30. Minority / American Eulogy (Solo Venezuela)
  - Encore
31. American Idiot
32. Jesus Of Suburbia
  - Acoustic Encore
33. Whatsername / Christie Road (Solo Lima)
34. Wake Me Up When September Ends
35. Good Riddance (Time Of Your Life)

## Nota
- En Madrid, al inicio de la canción Before The Lobotomy, Billie Joe agradece a los madrileños. No solo en Madrid, sino también en los países de Sudamérica con la canción Are we Waiting, y ¡Viva la Gloria! en Japón. Especialmente en New York, Billie Joe habla sobre sus hijos y sobre su historia.
- Luego de cantar "King for a day", la banda cantaba pequeñas parte de canciones como de "Rolling Stones", "The Beatles", entre otros.
- En este tour se ha destacado la gran variedad de canciones, no como en el antiguo tour American Idiot, ya que la banda tenía un setlist muy rígido que casi nunca tenía cambios, en cambio en esta gira la banda ha tocado canciones de todos sus discos, covers de Rock y ha recibido pedidos del público.

1. At The Library
2. Disappearing Boy
3. Road To Acceptance
4. Paper Lanterns
5. Only of You
6. One For The Razorbacks
7. Christie Road
8. Dominated Love Slave
9. One Of My Lies
10. Who Wrote Holden Caulfield
11. My Generation
12. Coming Clean
13. F.O.D.
14. Armatage Shanks
15. Brat
16. No Pride
17. Redundant
18. Scattered
19. Platypus (I Hate You)
20. Macy's Day Parade
21. Maria
22. J.A.R.

### Versiones
1. Iron Man
2. Stand By Me
3. Highway To Hell
4. Hey Jude
5. (I Can't Get No) Satisfaction
6. You Really Got Me
7. I Fought The Law
8. Crazy Train
9. Master Of Puppets
10. Break on Through
11. Eruption
12. Sweet Home Alabama
13. Rock and Roll
14. Sweet Child O' Mine
15. Blitzkireg Bop
16. The Saints Are Coming
17. Ever Fallen In Love
18. A Quick One, While He's Away
19. White Rabbit
20. Eye of the Tiger
21. Surrender
22. Teenage Kicks
23. Champagne Supernova
24. Love Me Tender
25. Satisfaction
26. Santa Claus is Coming to Town

- Datos: Q4631056